# 哈力图站
哈力图站是位于内蒙古自治区莫力达瓦达斡尔族自治旗哈达阳镇哈列图村的一个铁路车站，邮政编码162891。车站建于1959年，有富西铁路经过该站，现办理客货运业务，车站及其上下行区间均未电气化。车站距离富裕站206公里，隶属哈尔滨铁路局，是四等站。